# SEVEN DAYS WAR
『SEVEN DAYS WAR』（セブン・デイズ・ウォー）はTM NETWORKの14枚目シングル。1988年7月21日に発売された。

## 背景
1988年公開された、宮沢りえ主演映画『ぼくらの七日間戦争』主題歌で、映画CMはサビ部分を使用している。2019年公開されたアニメ版にも使われ、宇都宮隆は「素敵なシーンで使っていただき大変光栄」とコメントしている。
カップリング曲「GIRLFRIEND」も同映画挿入歌として使用された。

## 制作
小室作品として初めてレコーディング作業全工程を海外で行なった作品である。
イギリス・ロンドンのCBS Studios, Londonにて、レコーディングからミキシングまで1988年5月6日～1988年5月18日にかけて行われた。
木根は「海外ミュージシャンへのオファーはシングルのためというより、『CAROL 〜A DAY IN A GIRL'S LIFE 1991〜』のために色んな人に演奏してもらって、試験的な探りを入れるために頼んだ部分がある」と話している。

### SEVEN DAYS WAR
TMの楽曲は「アマチュア・バンドでは再現しにくい」と小室も認める程の難しさだったが、本楽曲はピアノ・ギター・ベース・ドラムスのみでシンセサイザーがなくても十分本来の魅力が引き出せるような構成を心がけた。12弦ギターを使用、全体的に厚みのあるアレンジとなっている。アルバム『CAROL』収録ヴァージョンは、コーラスやストリングスが排除されたアレンジになり、リミックスアルバム『TMN CLASSIX 2』では『CAROL』収録版に更にシーケンスフレーズを重ねたアレンジになっている。
コーラスにロンドン在住の日本人中学生20人が参加しており、小室がピアノを弾きながらメロディを指定して、宇都宮が歌唱指導を行った。マルチトラック・レコーダーを用い、3回重ねて60声としている。その作業に2時間かけた。この20人の中学生の中に、後にmotorodからOBLIVION DUSTのボーカリストでデビューするケン・ロイドがいた。
ロンドン行きの飛行機の中で何度もデモテープを聞いていた小室みつ子は、ロンドンのスタジオについて完成版を聞いた時、全く別の曲になっていて驚いたと同時に最後まで自分の作品に満足しないでアレンジ作業を続ける小室を尊敬した。
同名のサウンドトラックアルバムと並行して制作されたため、小室は「ミュージカル的要素、ミュージカルを感じるシングル」とコメントしている。

### GIRLFRIEND
ピアノはアルバム『RAINBOW RAINBOW』以来となる木根が演奏。
小室から「挿入歌を書いてくれないか?」と頼まれて、小室がロンドンに行く1週間前に作った。「突然の依頼」「映画の挿入歌」というプレッシャーの中で、10時間かけて作曲した。木根は「生まれて初めて産みの苦しみを知った曲。でも苦労した分、スクリーンで自分の曲が流れた時は物凄く感動した。ハイライトシーンに使わせていただいたため、作曲家冥利に尽きる」と振り返っている。
小室から「『SEVEN DAYS WAR』は歌から始まって、出だしはバラード調、エンディングはドラマチックに」と詳しい構成を聞いたので、木根は「いつもより優しく」「インスト版も作られるから、インストでも映える曲」をテーマにした。
ドラムは打ち込みで演奏している。打ち込みにした理由は「『SEVEN DAYS WAR』と対照的にしようという意図から敢えて機械にした」と木根は語っている。
宇都宮は「かなりテンポの遅いバラードだったので、雰囲気を出すのが難しく、歌いづらかった」と述べている。
宮沢が木根のラジオ番組に出演した際「この曲（「GIRLFRIEND」）が好きと言ってくれた」とコメントしている。

## 再発盤
2019年12月8日、クリアブルーヴァイナル仕様での完全生産限定盤7インチアナログレコードで再リリースされた。

## 収録曲
| 全作詞: 小室みつ子、全編曲: 小室哲哉。 |                    |            |          |      |
| #                                      | タイトル           | 作詞       | 作曲     | 時間 |
| 1.                                     | 「SEVEN DAYS WAR」 | 小室みつ子 | 小室哲哉 | 4:57 |
| 2.                                     | 「GIRLFRIEND」     | 小室みつ子 | 木根尚登 | 4:55 |
| 合計時間:                              | 合計時間:          | 合計時間:  | 9:52     |      |

## 収録アルバム
SEVEN DAYS WAR
- SEVEN DAYS WAR MUSIC FROM THE ORIGINAL MOTION PICTURE SOUNDTRACK
- CAROL 〜A DAY IN A GIRL'S LIFE 1991〜 (FOUR PIECES BAND MIX)
- TMN CLASSIX 2 (album overdub mix)
- TIME CAPSULE all the singles
- Welcome to the FANKS! (FOUR PIECES BAND MIX)
- THE GREATEST HITS - 小室哲哉作品集 - s
- TM NETWORK THE SINGLES 1
- TM NETWORK BEST OF BEST
- TM NETWORK SUPER BEST
- TK BOX 〜TETSUYA KOMURO HIT HISTORY〜
- TM NETWORK ORIGINAL SINGLES 1984-1999
- TM NETWORK ORIGINAL SINGLE BACK TRACKS 1984-1999 (オリジナル・カラオケ)
- CAROL DELUXE EDITION (Disc2に"FOUR PIECES BAND MIX"、Disc3に"FOUR PIECES BAND MIX"基調のオリジナル・カラオケを収録)
- Gift from Fanks M
- LIVE HISTORIA M 〜TM NETWORK Live Sound Collection 1984-2015〜　(ライブバージョン)
- How Do You Crash It? (ライヴバージョン)
- TM NETWORK TRIBUTE ALBUM -40th CELEBRATION-

GIRLFRIEND
- SEVEN DAYS WAR MUSIC FROM THE ORIGINAL MOTION PICTURE SOUNDTRACK (オリジナル・ヴァージョンとInstrumentalヴァージョンを収録)
- TMN CLASSIX 2 (motion picture version)
- NAOTO KINE PRESENTS TMN BLUE
- STAR BOX（TM NETWORK盤）
- TM NETWORK ORIGINAL SINGLES 1984-1999
- TM NETWORK ORIGINAL SINGLE BACK TRACKS 1984-1999 (オリジナル・カラオケ)
- Gift from Fanks M

## カバー・バージョン
SEVEN DAYS WAR
- JNA-1 (2002年) - ワールドカップ日韓大会公式サポーター応援ソングコンピレーションアルバム『ULTRAS 2002』に収録。なお、タイトルは『Eleven Hearts War』とされている。
- 浜崎あゆみ (2010年) - シングル『crossroad』カップリングに収録。
- キャプテンミライ feat. 鏡音リン、初音ミク (2012年)  - コンピレーション・アルバム『小室哲哉 meets VOCALOID』に収録。
- FEMM (2017年) - アルバム『80s / 90s J-POP REVIVAL』に収録。
- 市川淳 (2020年) - 『ぼくらの7日間戦争 オリジナル・サウンドトラック』にピアノのインストゥルメンタルが収録。
- 氷川きよし (2021年)  - アルバム『You are you』に収録。
- GRe4N BOYZ (2024年)  - トリビュートアルバム『TM NETWORK TRIBUTE ALBUM -40th CELEBRATION-』に収録。

GIRLFRIEND
- 小室みつ子 (1990年) -アルバム『Say You Want Me』に収録。
- 木根尚登 (2001年) - アルバム『浮雲』に収録。